# Shahrestān di Mianeh
Lo shahrestān di Miana o Miyana o Miyaneh (farsi شهرستان میانه) è uno dei 19 shahrestān dell'Azarbaijan orientale, in Iran. Il capoluogo è Mianeh. Lo shahrestān è suddiviso in 4 circoscrizioni (bakhsh): 
- Centrale (بخش مرکزی)
- Torkaman Chay (بخش ترکمان‌چای), con capoluogo Torkaman Chay.
- Kaghazkonan (بخش کاغذکنان)
- Aqkand (بخش اقكند)

Nella cittadina di Torkaman Chay (o Turkmenchay) venne firmato, nel 1828, a conclusione della guerra russo-persiana, il Trattato di Turkmenchay.

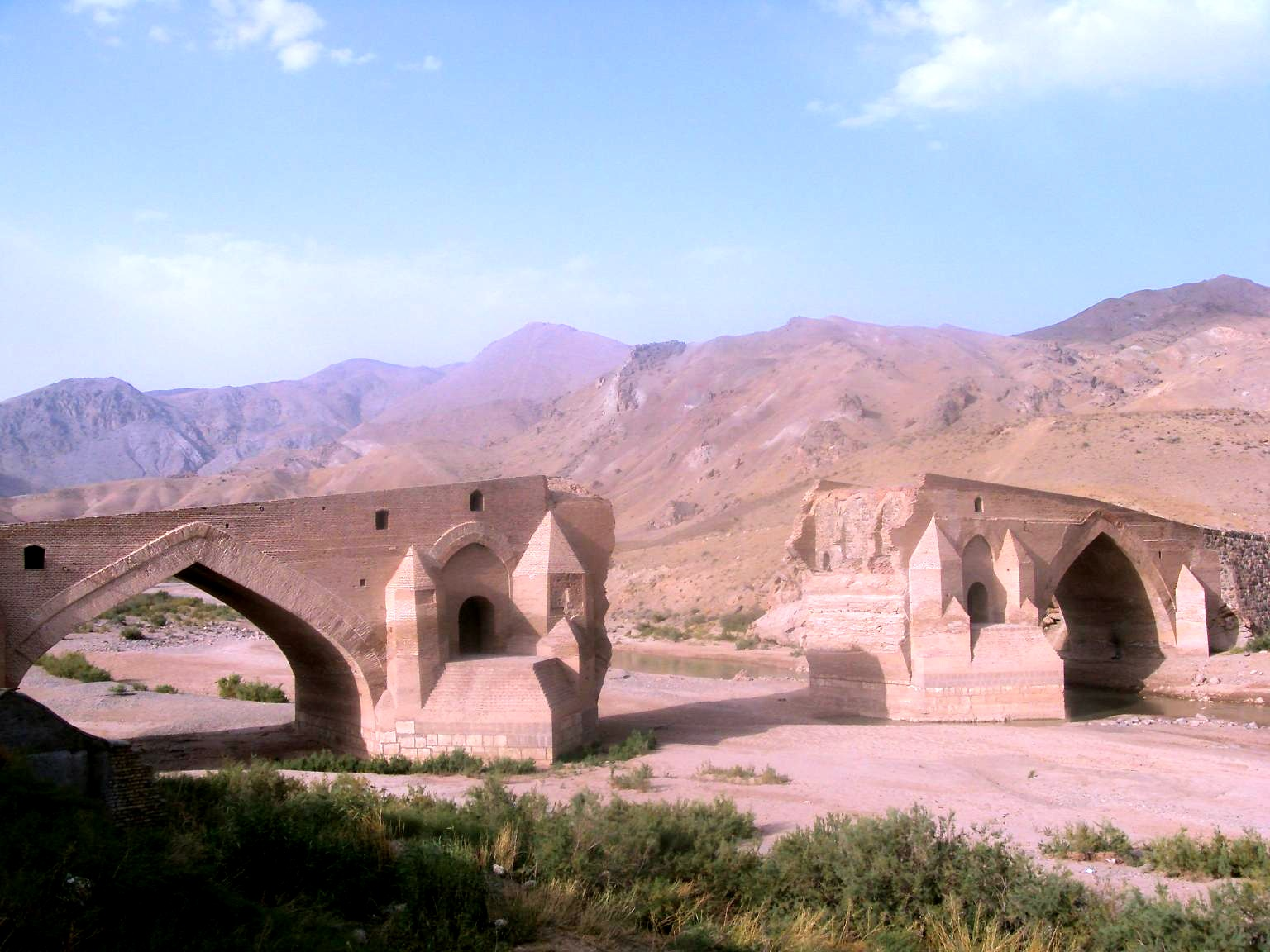
Il ponte sasanide Dokhtar sul fiume Qezel Ozan, 20 km a sud di Mianeh.